# Megachile gilbertiella
Megachile gilbertiella là một loài Hymenoptera trong họ Megachilidae. Loài này được Cockerell mô tả khoa học năm 1910.